# 挑灯奉行
挑灯奉行（ちょうちんぶぎょう）は、江戸幕府における職名の1つ。提灯奉行とも書かれる。江戸城内で用いる弓張挑灯、箱挑灯などの挑灯類の製造・修繕・出納・保管を掌った。
寛永年間に創設された職務で、80俵高の持高勤め。定員は3人から6人で、目付の支配だった。慶安3年（1650年）に、西の丸にも挑灯奉行が3人置かれた。
「挑灯奉行」という表記は『大猷院殿御実紀』の寛永19年11月11日の記述にあり、文化元年の武鑑では御挑燈奉行と記載されている。